# Burila Mare (gmina)
Burila Mare – gmina w Rumunii, w okręgu Mehedinți. Obejmuje miejscowości Burila Mare, Crivina, Izvoru Frumos, Țigănași i Vrancea. W 2011 roku liczyła 2239 mieszkańców.